# Casa Foscari Mocenigo
Casa Foscari Mocenigo ist ein Palast in Venedig in der italienischen Region Venetien. Er liegt im Sestiere Castello mit Blick auf den Rio del Mondo Nuovo.

## Geschichte
Ein gewisser Andrea Foscari, Abt des Klosters Pomposa bei Comacchio, ließ den Palast 1407 errichten. Im 16. und nochmals im 17. Jahrhundert wurde er umgebaut. Im Jahre 1491 fiel er mit der Heirat von Pellegrina Foscari und Alvise Mocenigo dalle Zogie zusammen mit zwei benachbarten Gebäuden in der Gasse an die Familie Mocenigo.

## Beschreibung
Das Casa Foscari Mocenigo ist der Kopfbau eines Komplexes von 26 Häusern an der Calle del Paradiso im Sprengel San Lio, die im Ponte del Paradiso ihren Höhepunkt findet. Als eines der anmutigsten Beispiele eines über die Gasse auskragenden Hauses („Barbacane“) zeigt es eine alte venezianisch-byzantinische Fassade, die durch spätere Eingriffe zur Anpassung des Gebäudes an neue Bedürfnisse verdorben wurde. Die Hauptfassade erstreckt sich über vier Stockwerke: Das Erdgeschoss zeigt ein gebogenes Portal zum Wasser, ähnlich dem byzantinischen Stil, das Zwischengeschoss kleine Einzelfenster, das Hauptgeschoss ein byzantinisches Dreifachfenster (das später durch den Anbau eines Renaissancebogens in ein Vierfachfenster umgewandelt wurde) und zwei Einzelfenster. Das Geschoss darüber hat ein Doppelfenster und zwei einzelne Fenster.
Die Seitenfassade hat zwei Dreifachfenster, eines davon gotisch und das andere aus der Renaissance. An den beiden Enden der Gasse finden sich zwei Bögen, die einst den Besitz der Gebäude auf beiden Seiten der Gasse zeigen sollten. Der schönere und großartigere der beiden ist der an der Brücke zum Campo Santa Maria Formosa, der auf der Seite zum Kanal hin eine Madonna, flankiert von Betenden, und auf der Seite zur Gasse hin die Wappen beider Familien zeigt.

## Galeriebilder

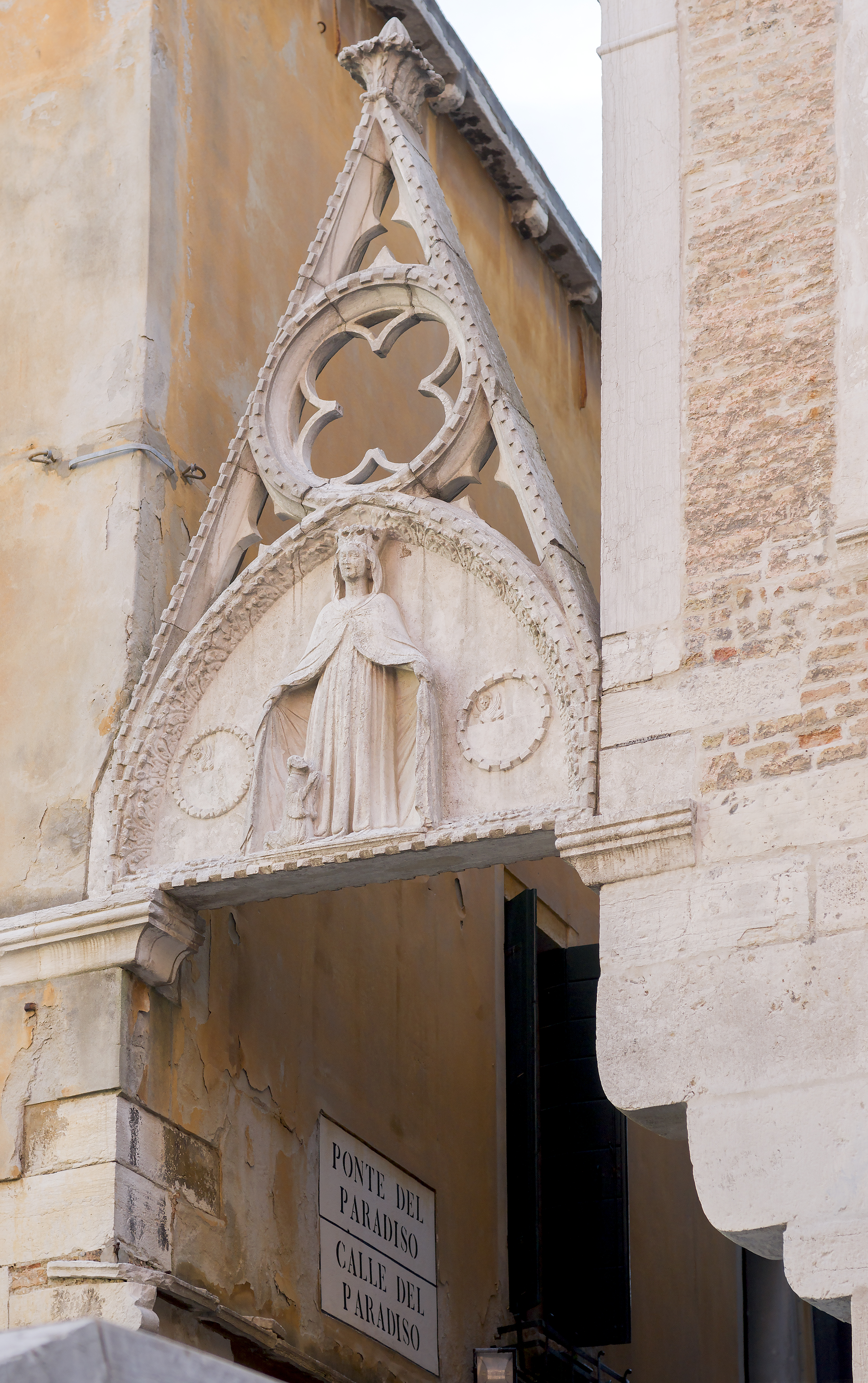
Der Bogen am Ponte del Paradiso
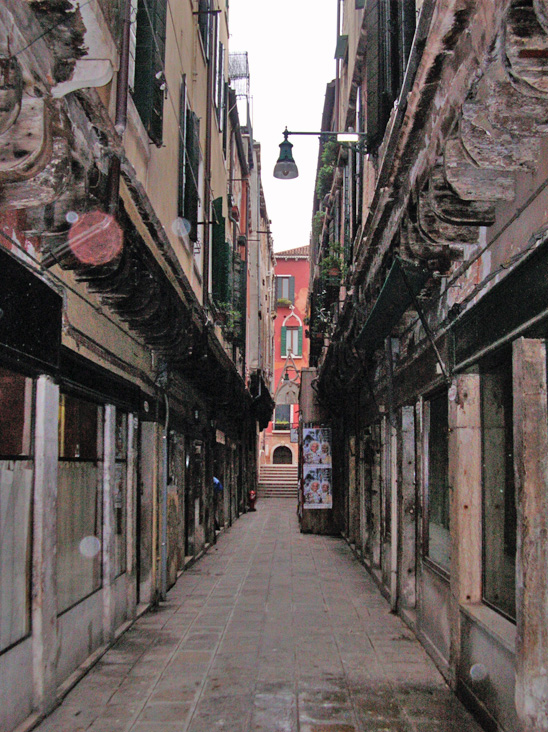
Calle del Paradiso

Koordinaten: 45° 26′ 15″ N, 12° 20′ 23″ O